# Aikibudo
Aikibudo heeft zijn grondvesten in de traditionele jiujitsu (Daito Ryu Aikijujutsu van de Takeda-clan) en de traditionele wapenschool Tenshin Shoden Katori Shinto Ryu. Verder is het mee gevormd door het Yoseikan Aikido van Minoru Mochizuki.
Het kan omschreven worden als een hardere vorm van Aikido zoals het bestudeerd werd voor de Tweede Wereldoorlog.
Meester Alain Floquet (Fr, 1939), 9e Dan Kyoshi, is de grondlegger van het moderne Aikibudo.
Hij is een leerling van Meester Minoru Mochizuki.
De drie hoofdprincipes van Aikibudo zijn de gewrichtsklem, de evenwichtsverstoring en de offerworp (sutemi).
- Het principe van de gewrichtsklem is dat men een gewricht (zoals de pols) beweegt in een richting die onnatuurlijk is. Het resultaat hiervan is een pijnprikkel.

- De evenwichtsverstoring is iets moeilijker. Wanneer men immers iemand te ver uit evenwicht brengt, zal hij of zij zijn stand gaan aanpassen waardoor hij of zij terug in evenwicht komt. Het is dus de bedoeling om een constante evenwichtsverstoring te verkrijgen.

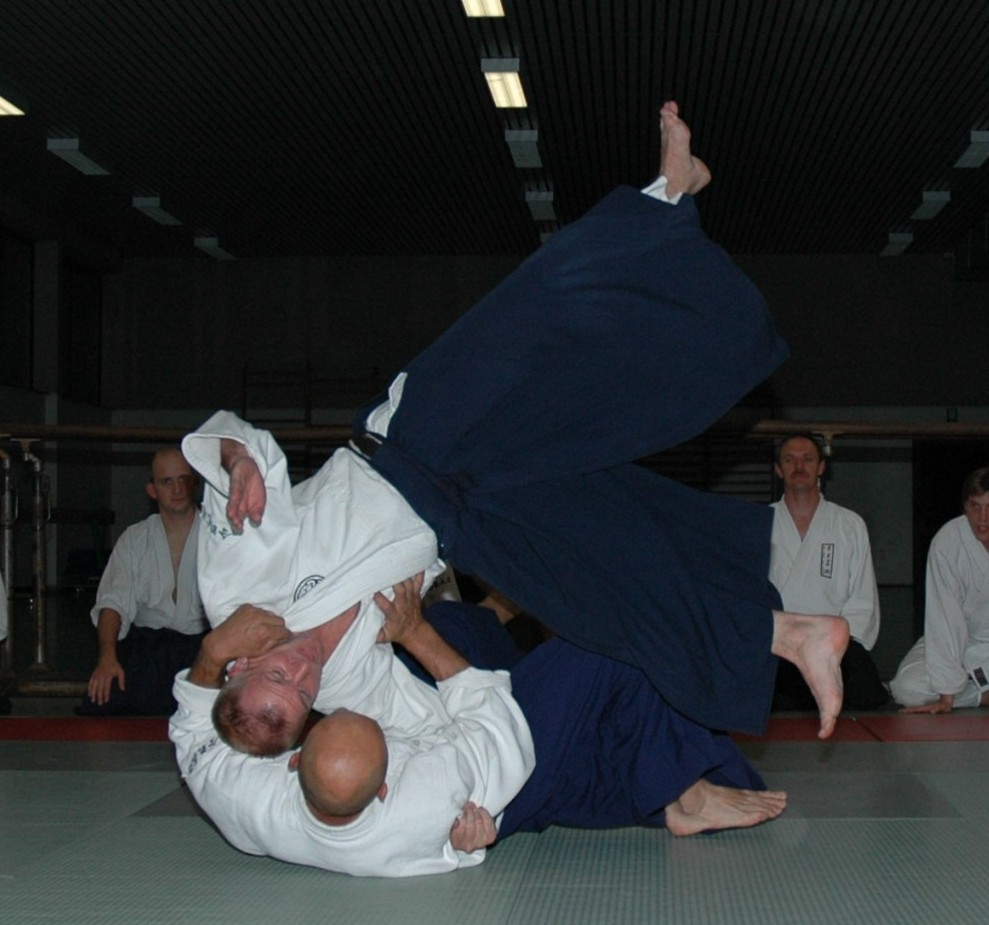
Sutemi

- Het laatste principe, de offerworp (sutemi), behoort tot de meer gevorderde technieken. Men neemt de aanvaller stevig vast en laat zich op zo een manier vallen dat de aanvaller hierdoor ook ten val komt. Men maakt gebruik van de aanvaller om zijn eigen val te breken.